# Eurema tilaha
Eurema tilaha är en fjärilsart som först beskrevs av Thomas Horsfield 1829.  Eurema tilaha ingår i släktet Eurema och familjen vitfjärilar. Inga underarter finns listade i Catalogue of Life.